# Artem Ostrouszko
Artem Ołeksijowycz Ostrouszko, ukr. Артем Олексійович Остроушко (ur. 18 marca 1974 w Kijowie) – ukraiński hokeista, reprezentant Ukrainy. Trener hokejowy.

## Kariera zawodnicza
- SzWSM Kijów (1991-1995)
- SKA Sankt Petersburg 2 (1992-1993)
- Sokił Kijów (1993-1995)
- SKA Sankt Petersburg (1995-1998)
- CSKA Moskwa (1998-1999)
- SKA Sankt Petersburg (1999-2000)
- Nieftiechimik Niżniekamsk (2000-2001)
- Sibir Nowosybirsk (2001-2002)
- SKA Sankt Petersburg (2002-2004)
- Spartak Sankt Petersburg (2004-2005)
- Dynama Mińsk (2005)
- Traktor Czelabińsk (2005)
- Spartak Moskwa (2005-2006)
- Amur Chabarowsk (2006)
- HK MWD Bałaszycha (2006-2007)
- HK Dmitrow (2007)
- Mietałłurg Nowokuźnieck (2007-2009)
- HK Ryś (2009)
- Junost' Mińsk (2009-2011)

W 2008 został zawodnikiem Mietałłurga Nowokuźnieck w lidze KHL, w barwach którego grał w sezonie 2008/2009.
Był reprezentantem kadr juniorskich Ukrainy. Uczestniczył w turniejach mistrzostw świata juniorów do lat 20 w 1993 (Grupa C), 1994 (Grupa B). W kadrze seniorskiej uczestniczył w turniejach mistrzostw świata w 1998 (Grupa C), 1998 (Grupa B), 1998 (Grupa B), 1999, 2000, 2001, 2002, 2003, 2004, 2006 (Grupa A), 2010, 2011 (Dywizja I).

## Kariera trenerska
Od 2011 trener drużyn juniorskich w klubie Forward w Petersburgu.

## Sukcesy
Reprezentacyjne
- Awans do Grupy B mistrzostw świata do lat 20: 1993
- Awans do Grupy A mistrzostw świata do lat 20: 1994
- Awans do Grupy B mistrzostw świata: 1997
- Awans do Grupy A mistrzostw świata: 1998

Klubowe
- Srebrny medal mistrzostw Ukrainy: 1993 z SzWSM Kijów, 1994 z Sokiłem Kijów
- Złoty medal mistrzostw Ukrainy: 1995 z Sokiłem Kijów
- Złoty medal wyższej ligi: 2002 z Sibirem Nowosybirsk
- Złoty medal mistrzostw Białorusi: 2010, 2011 z Junostią Mińsk
- Puchar Białorusi: 2010 z Junostią Mińsk